# トレチャコフ美術館
国立トレチャコフ美術館（露: Государственная Третьяковская галерея, 略称:ГТГ, 英: The State Tretyakov Gallery）は、ロシア、モスクワにある美術館。世界有数のロシアファインアートのコレクションで知られる。

## 歴史
トレチャコフ美術館は、歴史的には1851年（英語版では1856年）にモスクワの商人で工場主であったパーヴェル・ミハイロヴィッチ・トレチャコフ（1832年-1898年）とセルゲイ・トレチャコフの兄弟が自邸に開いた美術ギャラリーから始まった。トレチャコフ兄弟により様々なロシアの芸術家たちの作品が収集され、現在ではロシア最大級の美術館のひとつにまで成長した。
トレチャコフ美術館のファサードは、1901年に画家でロシア様式の旗手として知られていた建築家のヴィクトル・ヴァスネツォフによって改築された。赤と白の配色を基本として童話から出てきたようなモチーフで全体を柔らかい感覚でまとめ上げた。トレチャコフ美術館の建物は、モスクワ川を挟んで、クレムリンの南、ラヴールシンスキー通りに面しているが、20世紀の間に、いくつか近隣の建物を合わせて拡張していった。その中には17世紀に立てられたトルマチの聖ニコライ教会も含まれ、1930年には本館の右側に新館が建設された。公開の開始は74年から、92年モスクワ市へ寄贈されている。1980年から10年間の歳月をかけて全ファサードがヴァスネツォフ調のデザインで統一された。この間、トレチャコフ美術館は、数多くのロシアにおけるコンテンポラリー・アートの収集に当たった。

## コレクション
そのコレクションは約13万点に及ぶ。ロシアのイコンの傑作であるフェオファン・グレクの『主の顕栄』『ドンの生神女』、アンドレイ・ルブリョフの『至聖三者』や『ウラジーミルの生神女』、ディオニシイの『スモレンスクの生神女』、ダニイル・チョールヌィイの『アウラアムの饗宴』などから、ワシリー・カンディンスキーの『Composition VII』、カジミール・マレーヴィチの『黒い正方形』などの現代美術にまで渡る。1977年には、ジョージ・コスタキスのコレクションを取得した。

### イコン

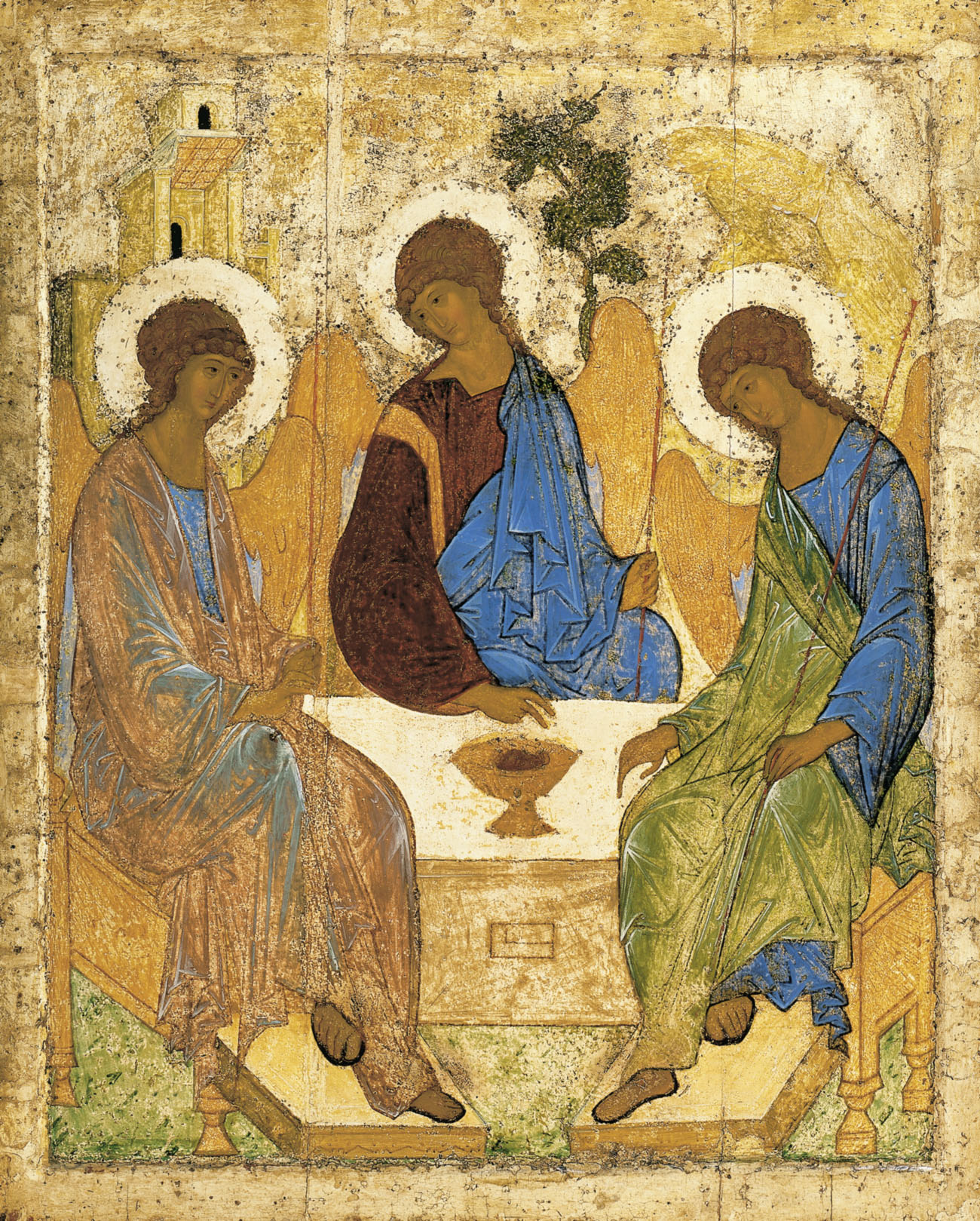
至聖三者
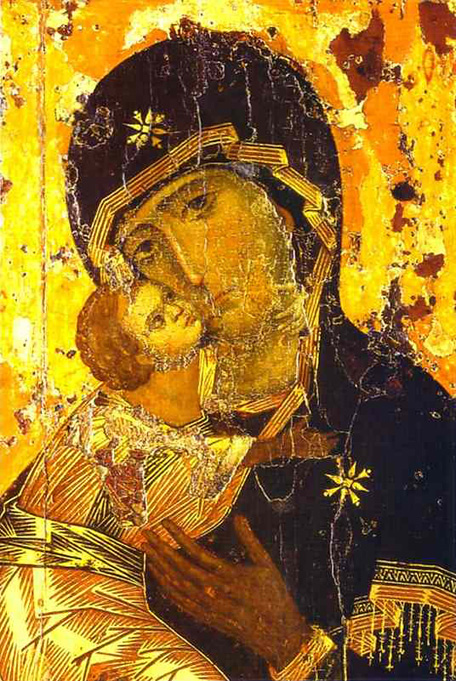
ウラジーミルの生神女

### 油彩画

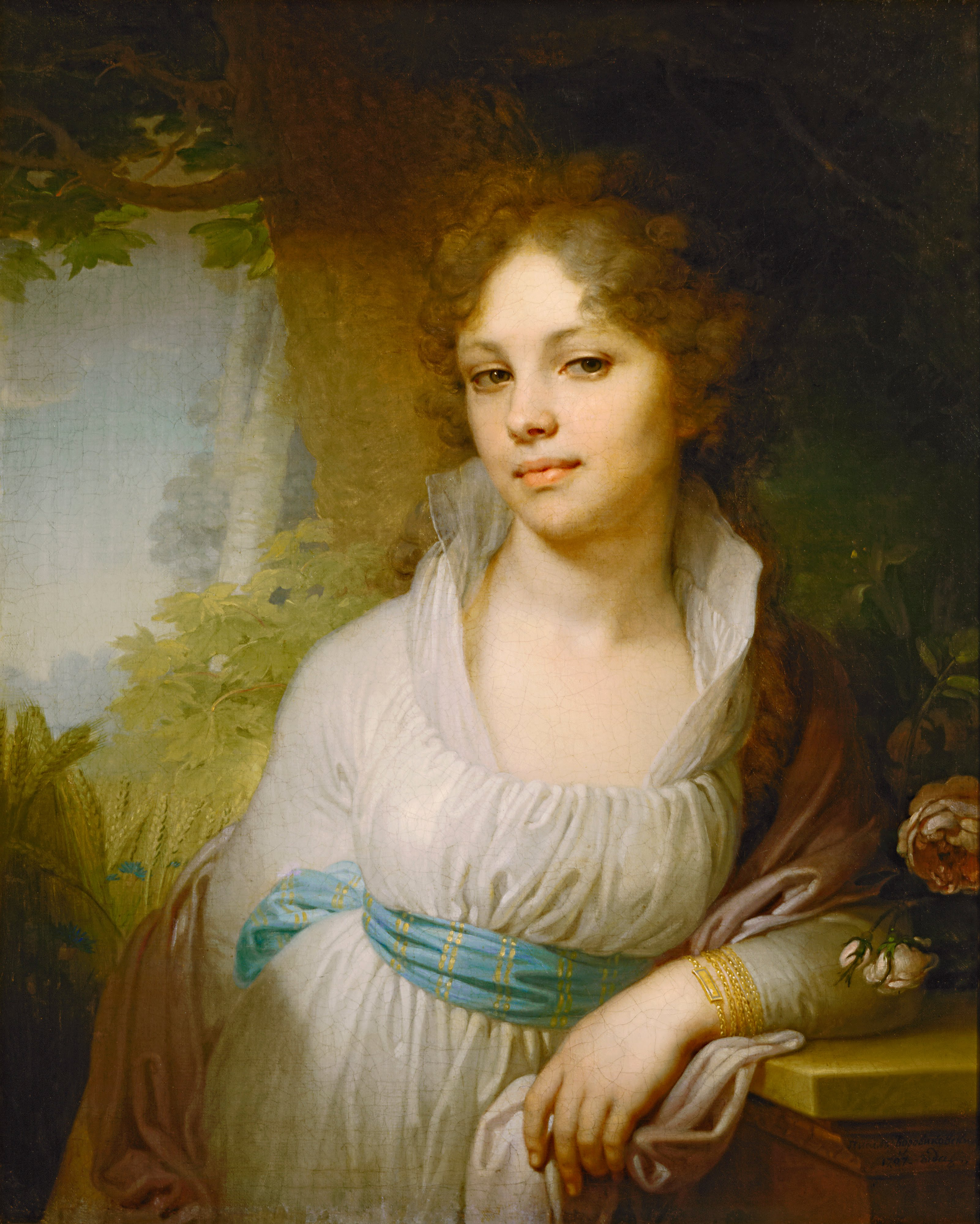
Portrait of Maria Lopukhina（Vladimir Borovikovsky）
民衆の前に現れたキリスト アレクサンドル・イワノフ
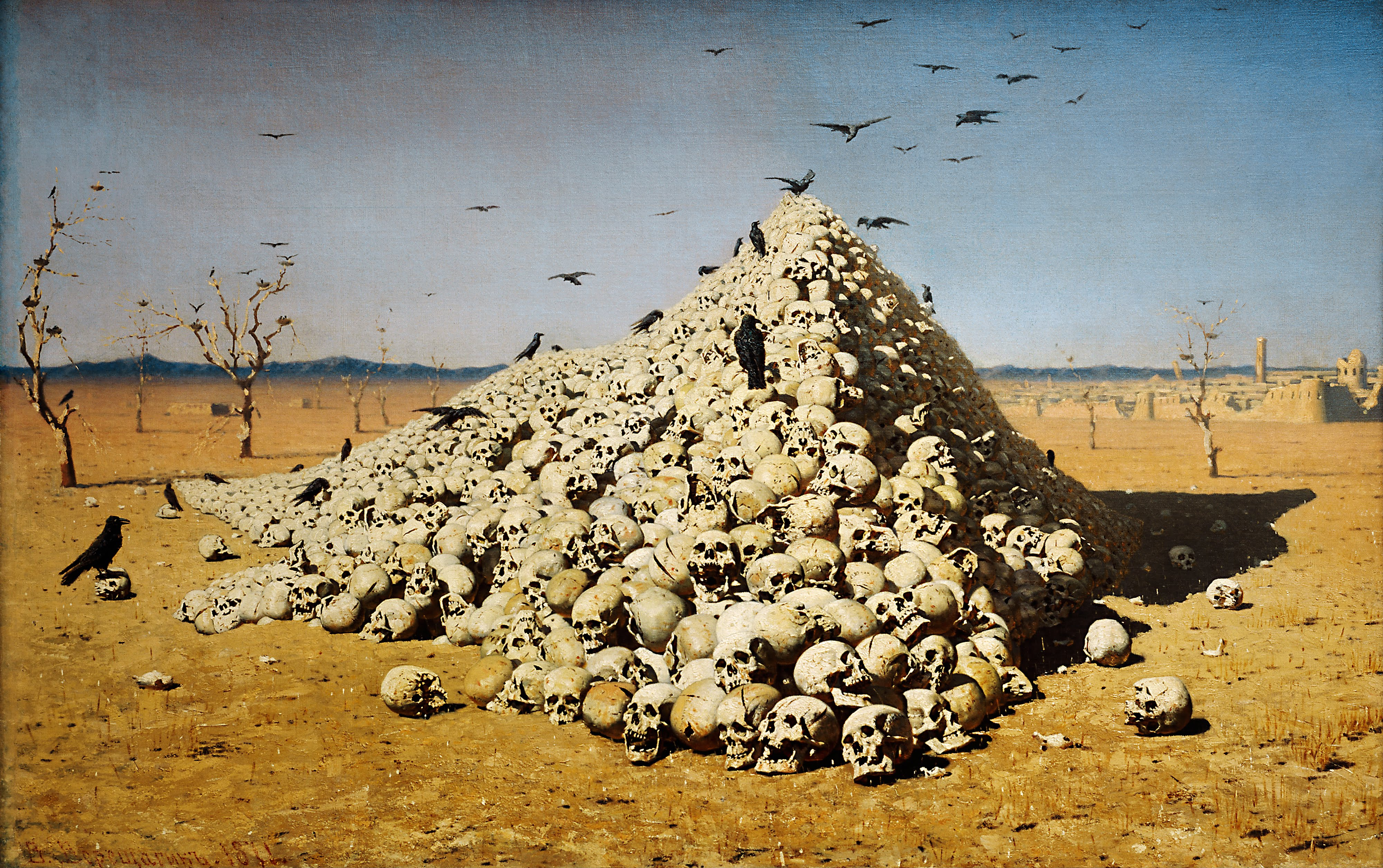
戦争の結末 ヴァシーリー・ヴェレシチャーギン
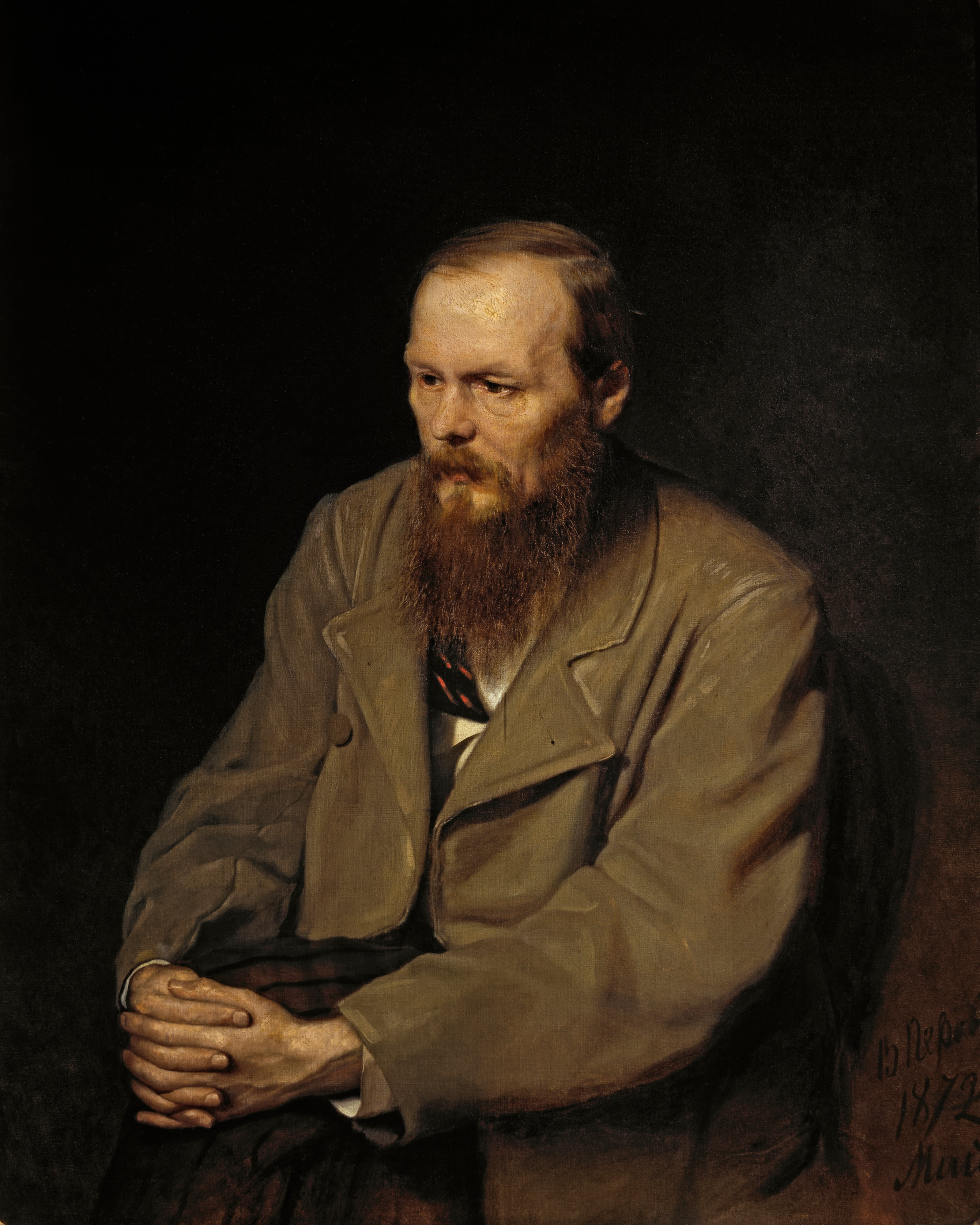
フョードル・ドストエフスキーの肖像 ヴァシリー・ペロフ
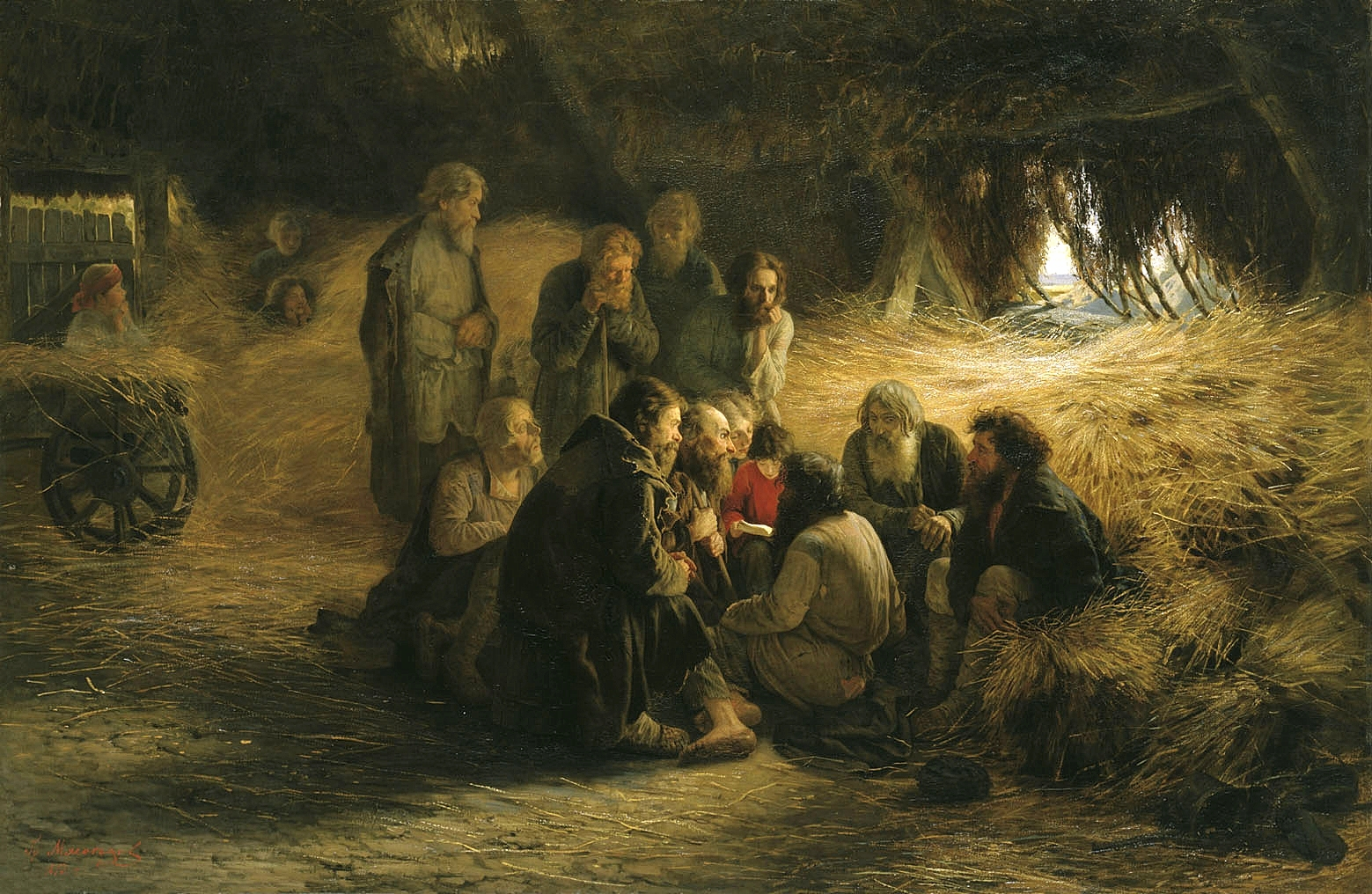
1861年2月19日の読書 G.G.Myasoedov
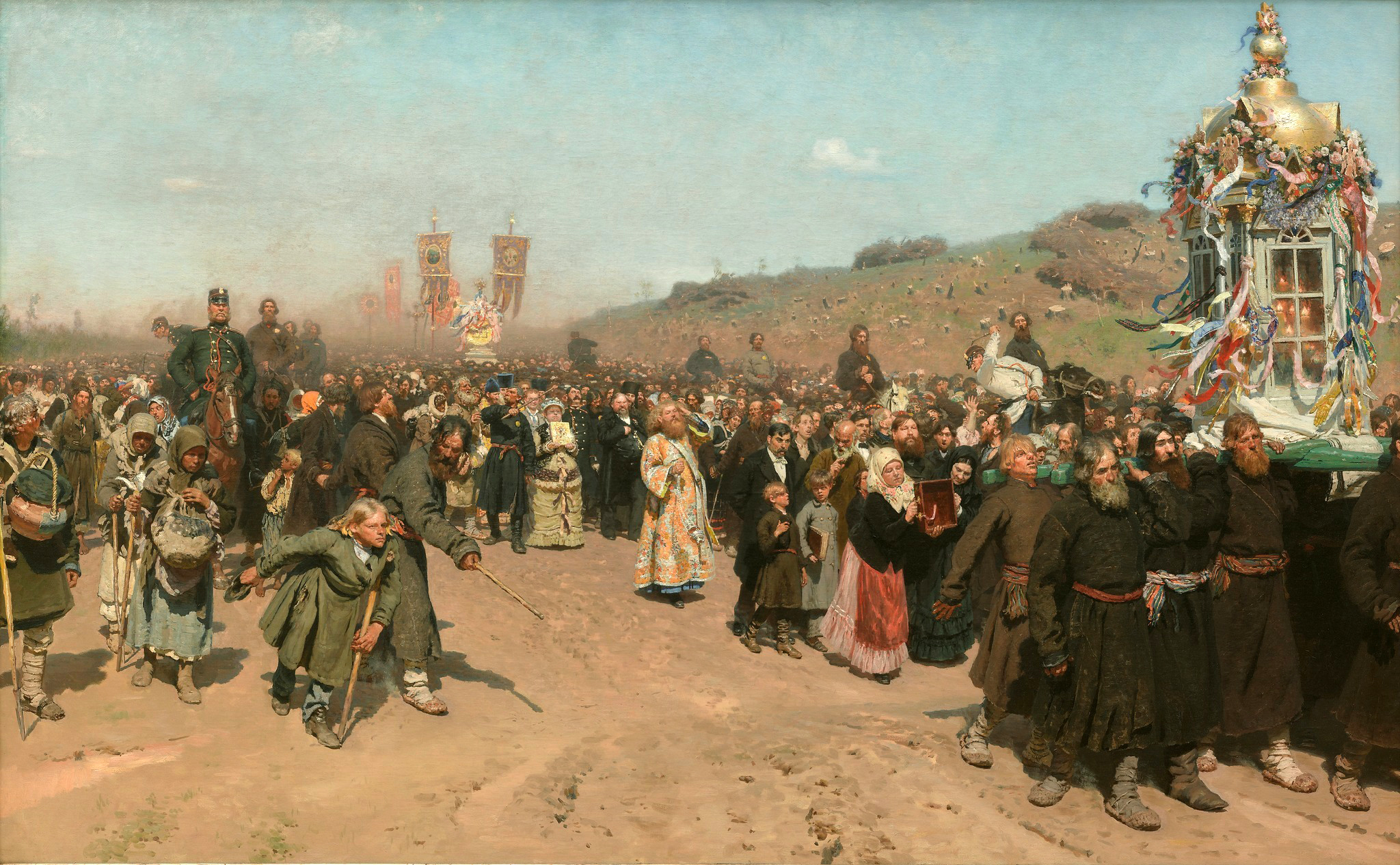
クルスク県の復活大祭の十字行 イリヤ・レーピン
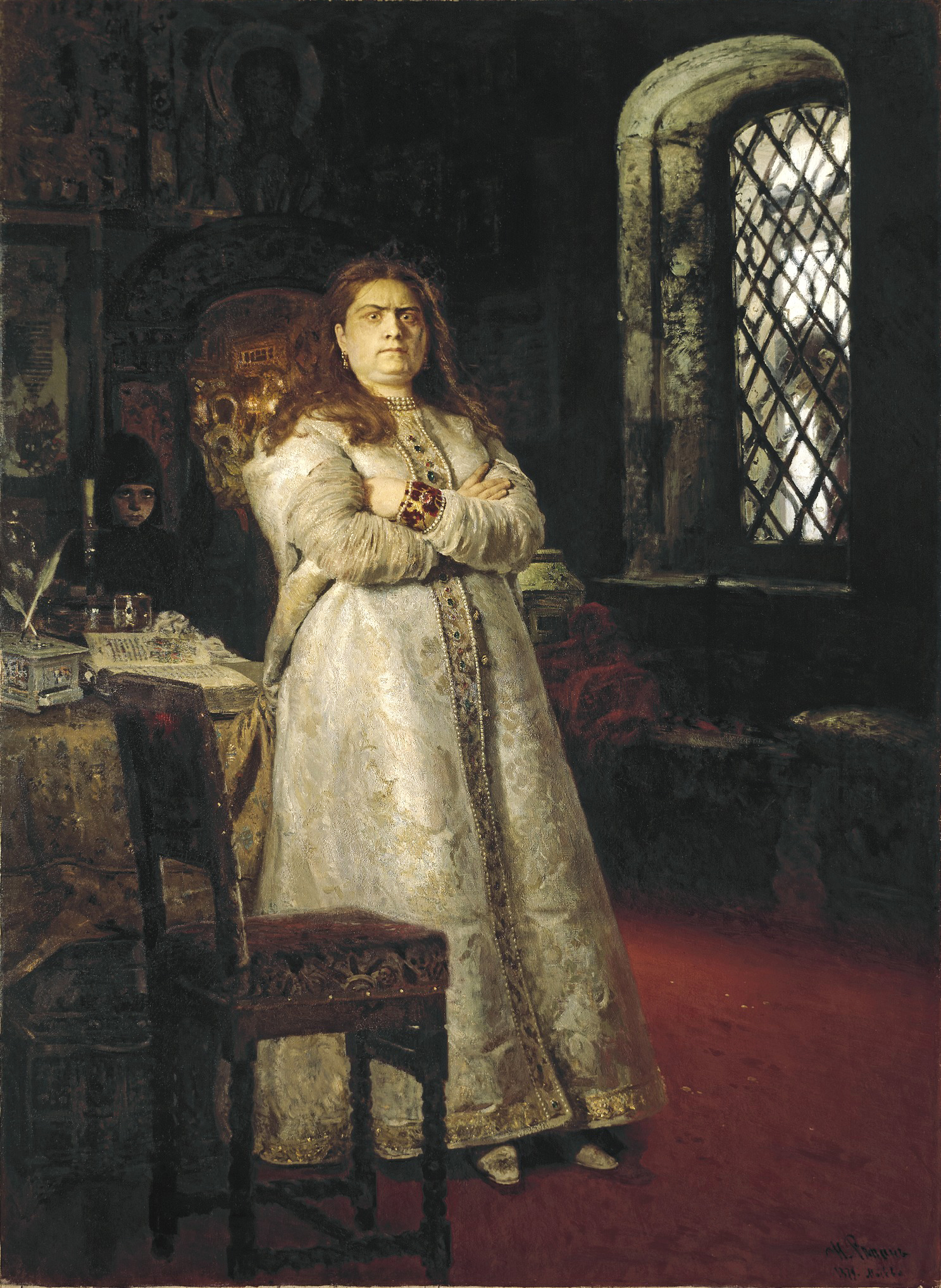
皇女ソフィア イリヤ・レーピン
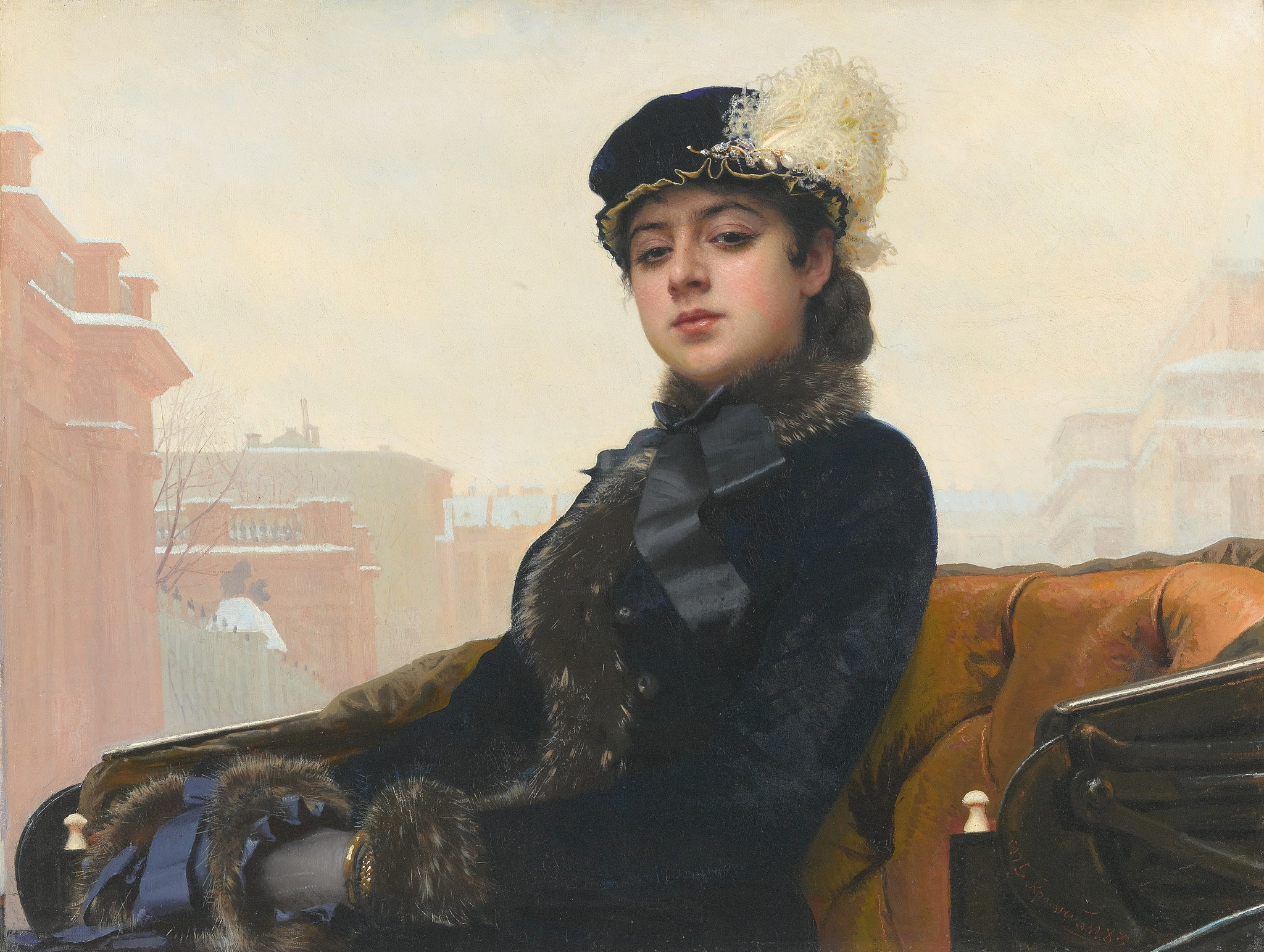
見知らぬ女 イワン・クラムスコイ
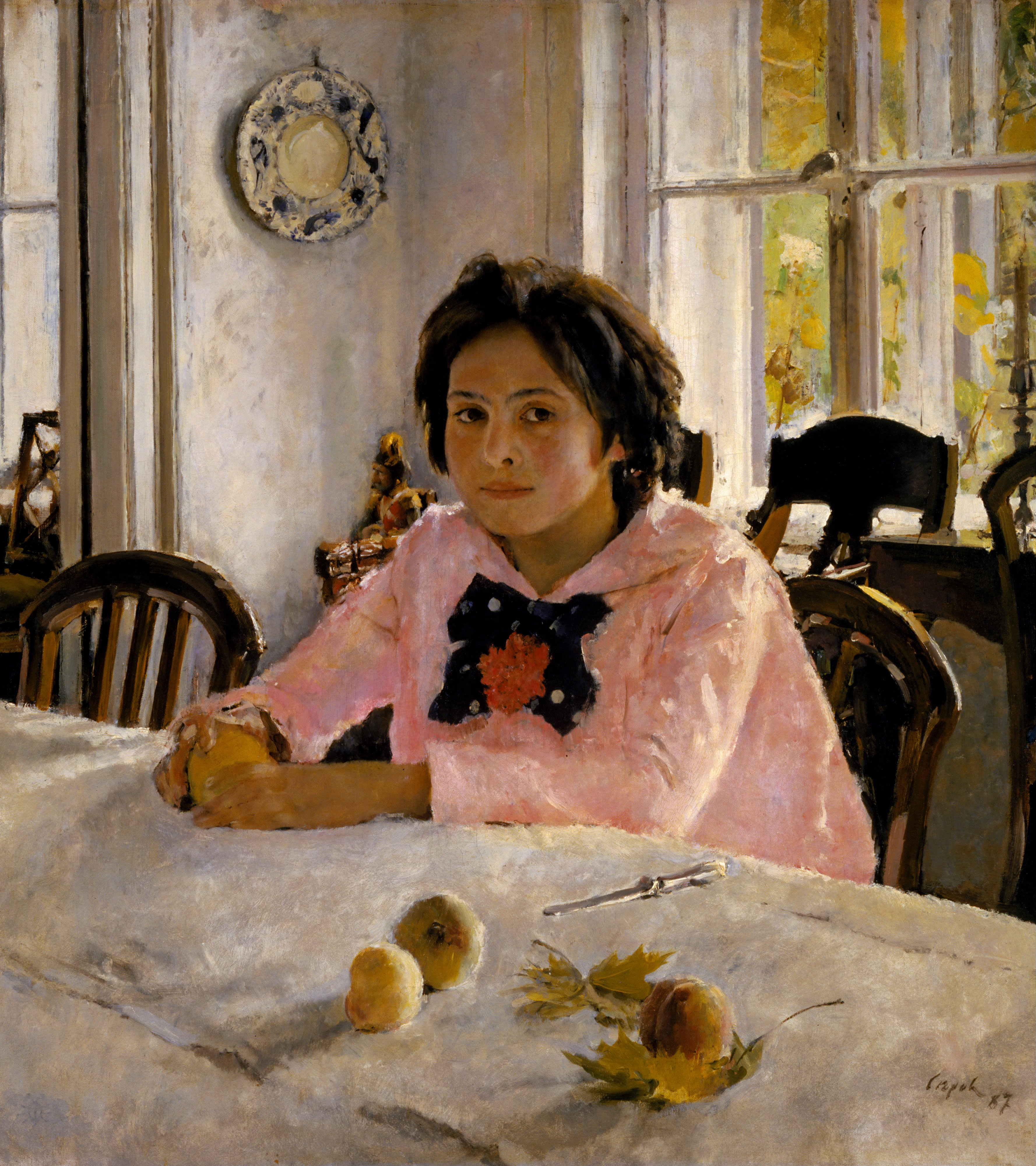
桃を持った少女 ヴァレンティン・セローフ
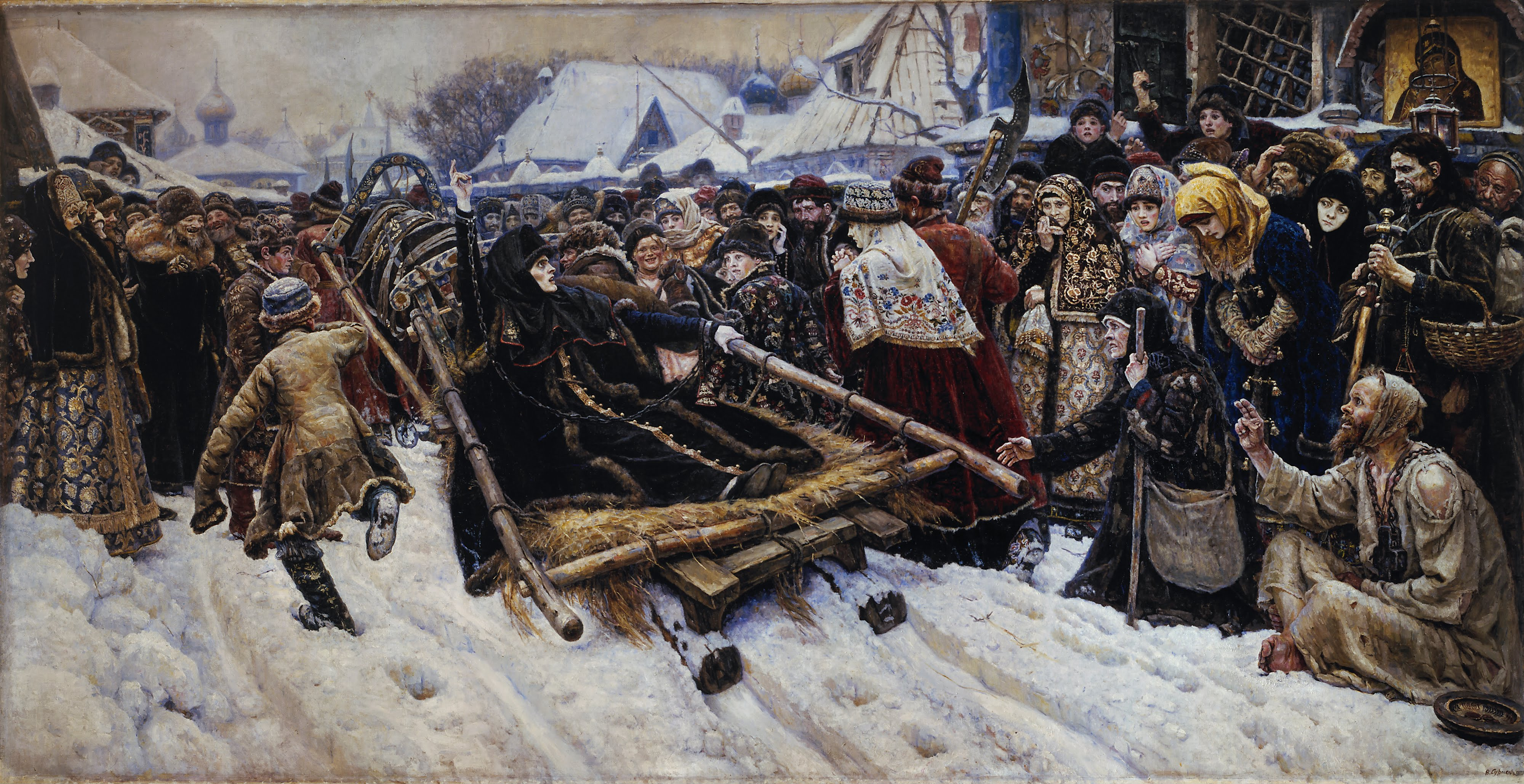
フョードシヤ・モロゾワ ワシーリー・スリコフ
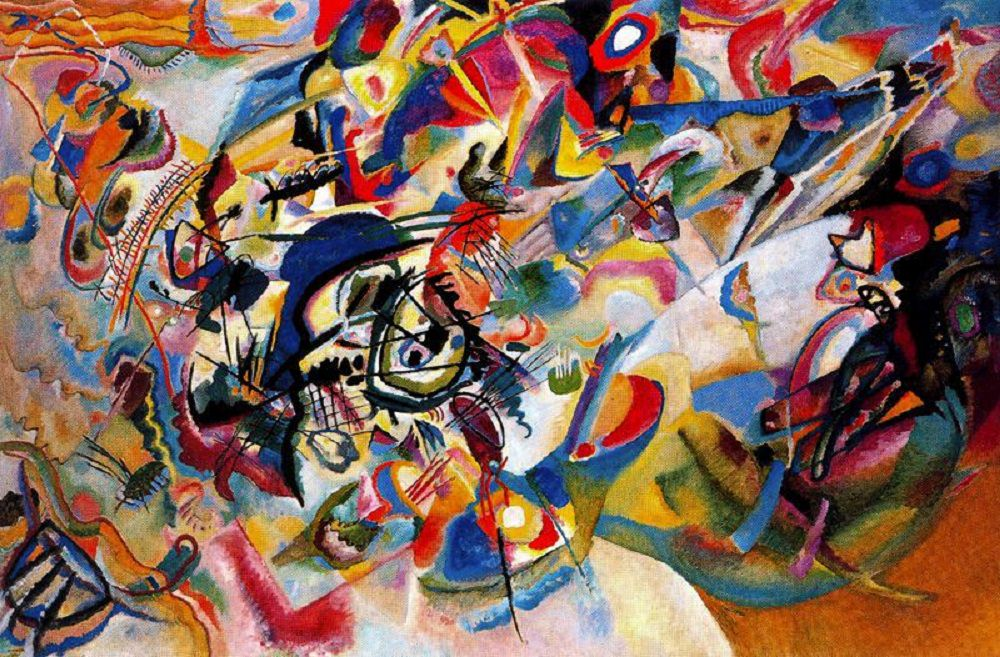
Composition VII ワシリー・カンディンスキー
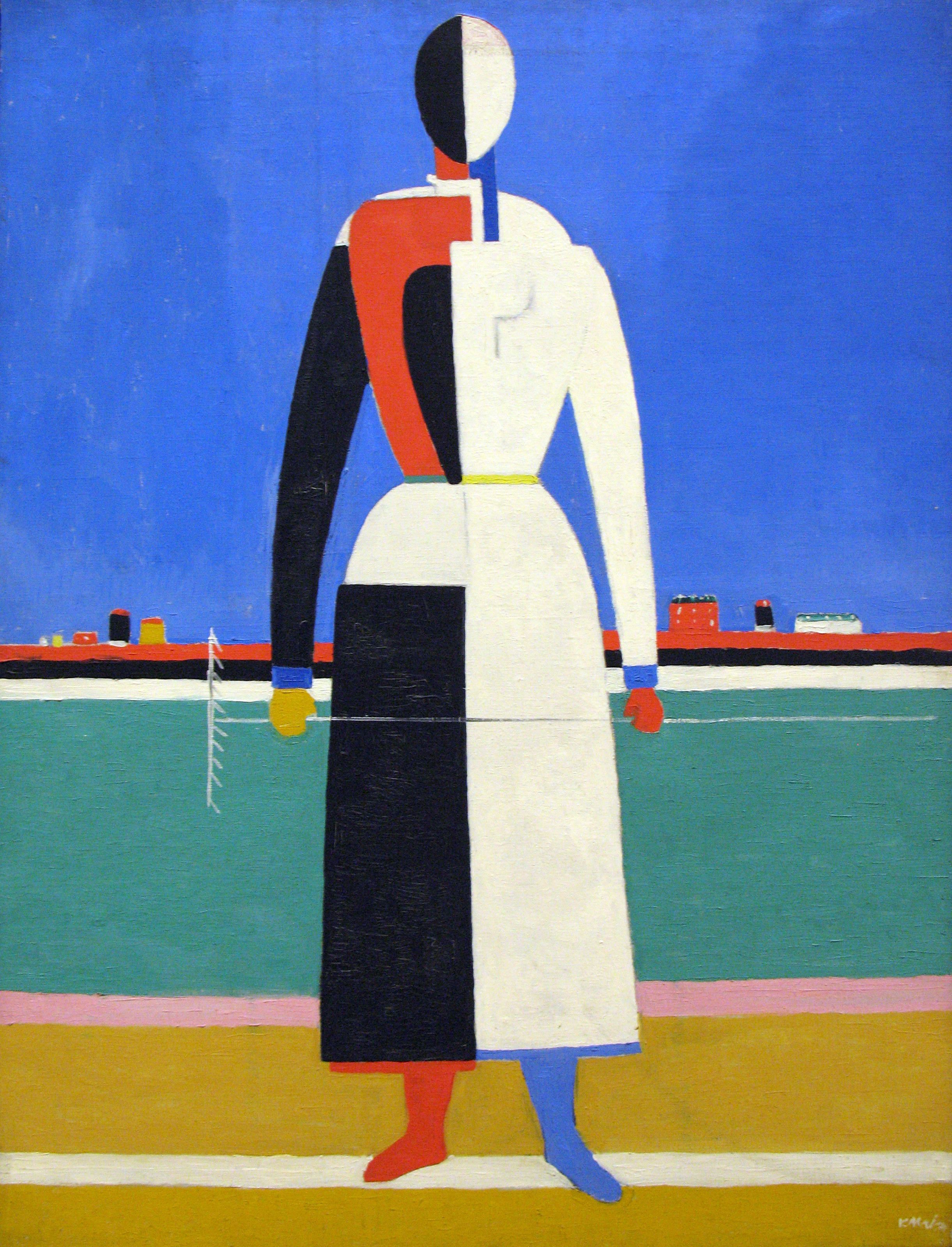
バケツと女 カジミール・マレーヴィチ
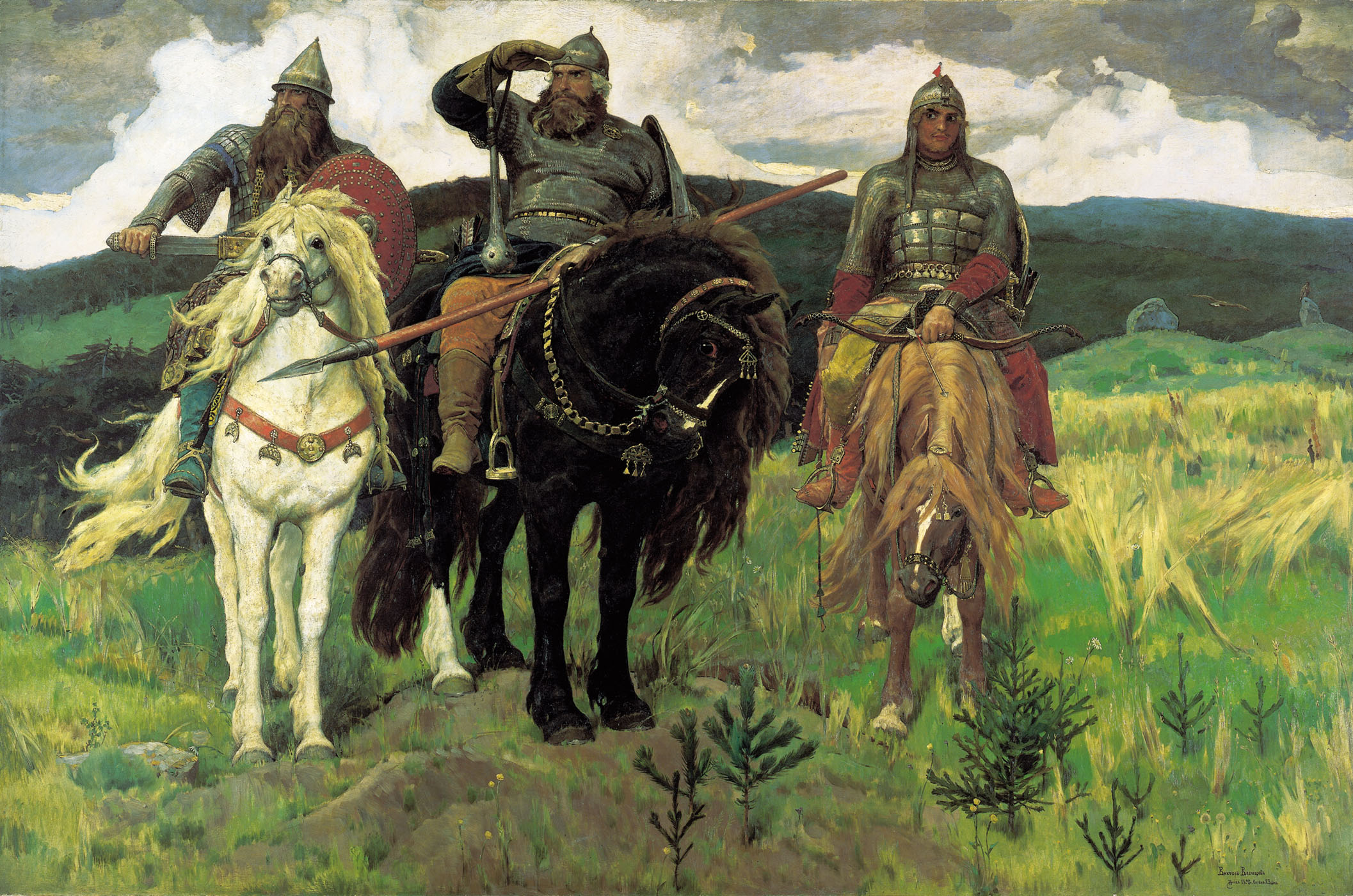
騎士たち（ボガトィリ、Богатыри） ヴィクトル・ヴァスネツォフ
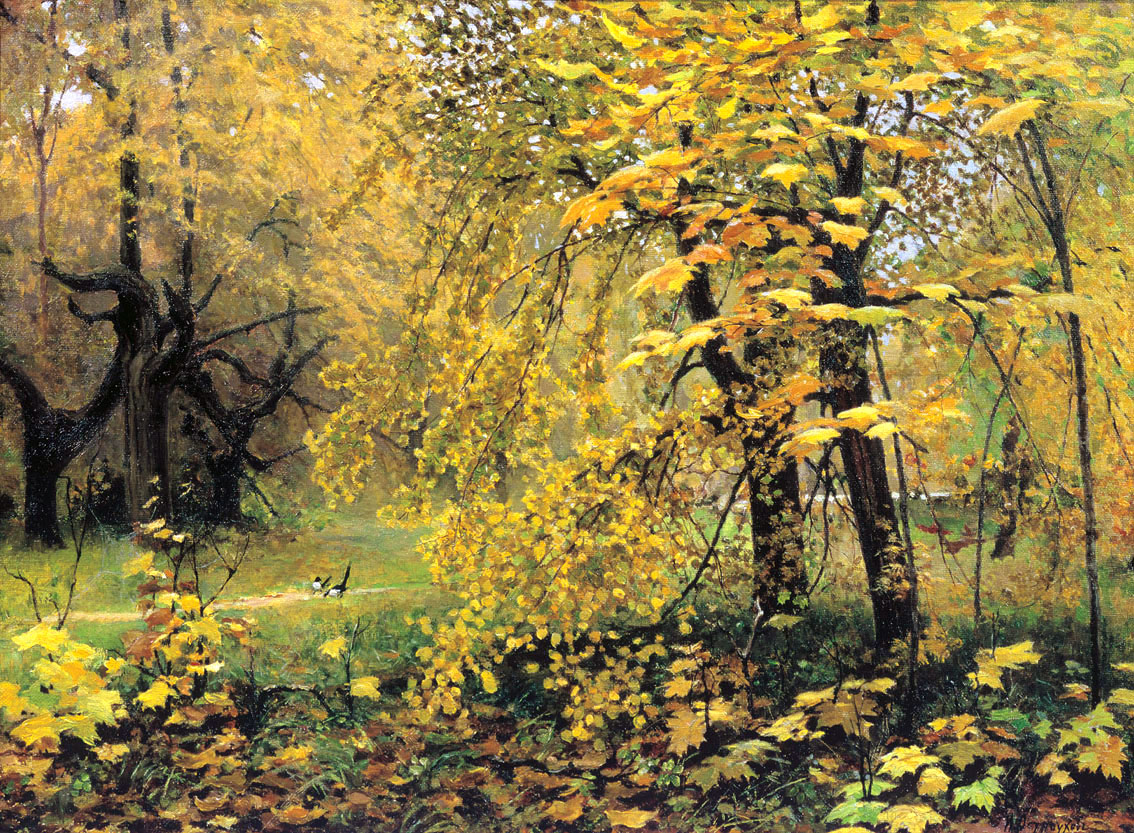
『黄金色の秋』、 イリヤ・オストロウーホフ
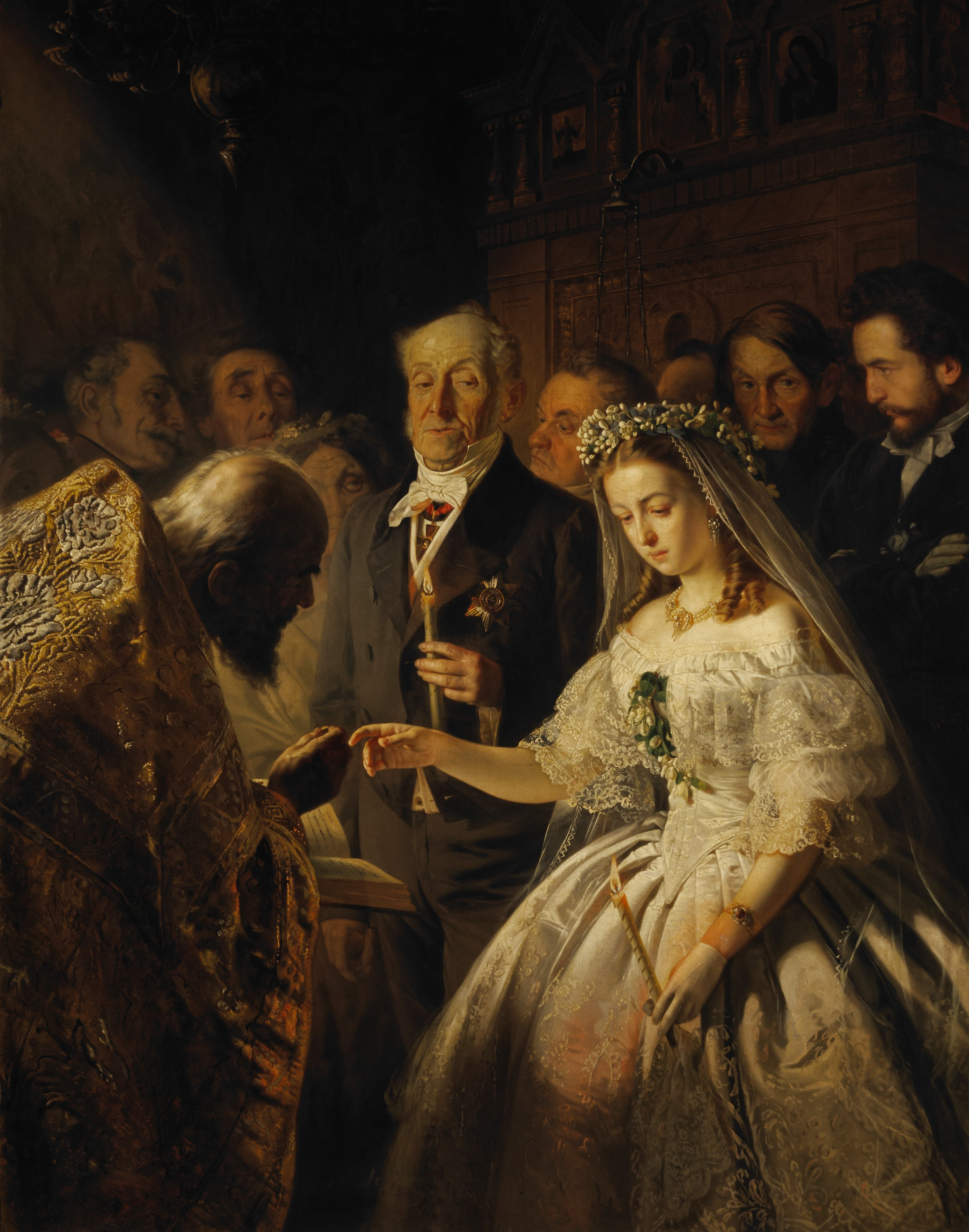
不釣合いな結婚 （1863年） ヴァシーリー・プーキレフ

## モスクワ近代美術館

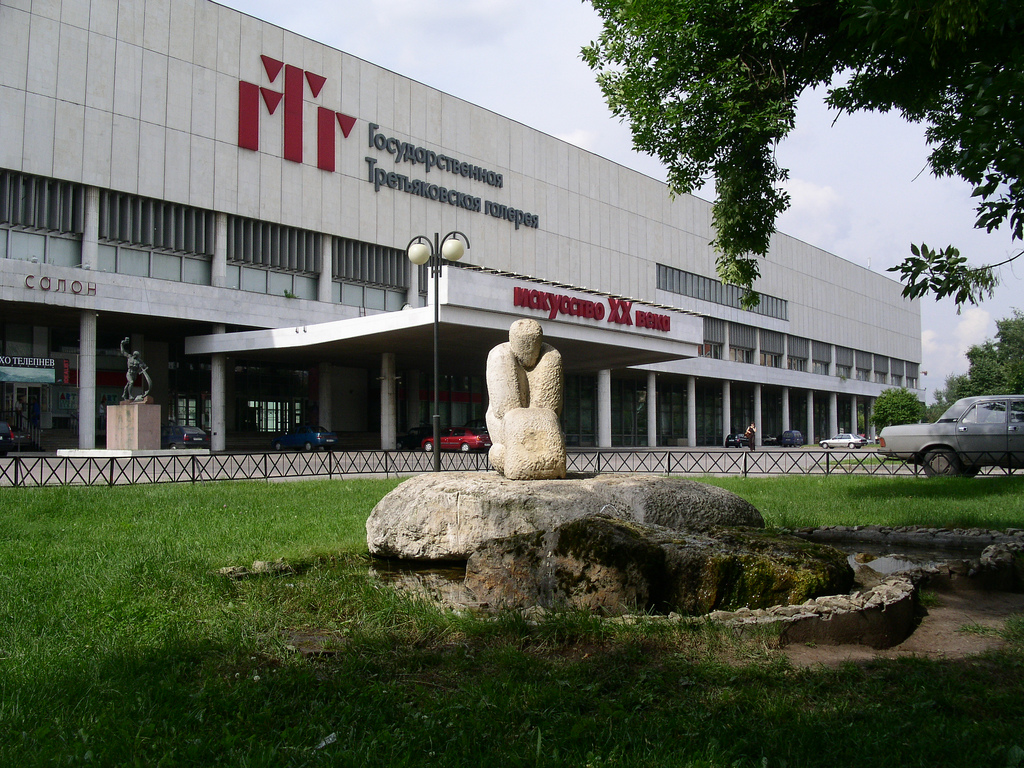
モスクワ近代美術館

1985年以来、モスクワ・サドーヴォエ環状道路のすぐ南（クルイムスキー橋北緯55度44分02秒 東経37度35分56秒 / 北緯55.73389度 東経37.59889度の南東）にある「モスクワ近代美術館」を管理下に置いている。ロシア前衛派の抽象芸術の先駆者、ワシリー・カンディンスキーの「コンポジション VII」やカジミール・マレーヴィチの「黒の正方形」など、有名な作品が多数ある。
この美術館は社会主義リアリズムの美術品を所蔵していて、エヴゲニ・ヴチェティチ作の「鉄のフェリックス」像（1991年にルビャンカ広場から移動）、「鉄を鍬に」、「若いロシア」がある。また近くにはズラブ・ツェレテリ作のピョートル大帝像（高さ86メートル）もある。建物は後期モダニズム建築の箱型なので取り壊しの計画もあるが、反対もあり実現できないでいる。
モスクワ近代美術館のオクチャーブリスカヤ駅近くの公園に、「亡くなった英雄たちの広場」（または戦没者記念広場）もあり、ソビエト時代の彫刻をそこに移して、野外展示場になっている。

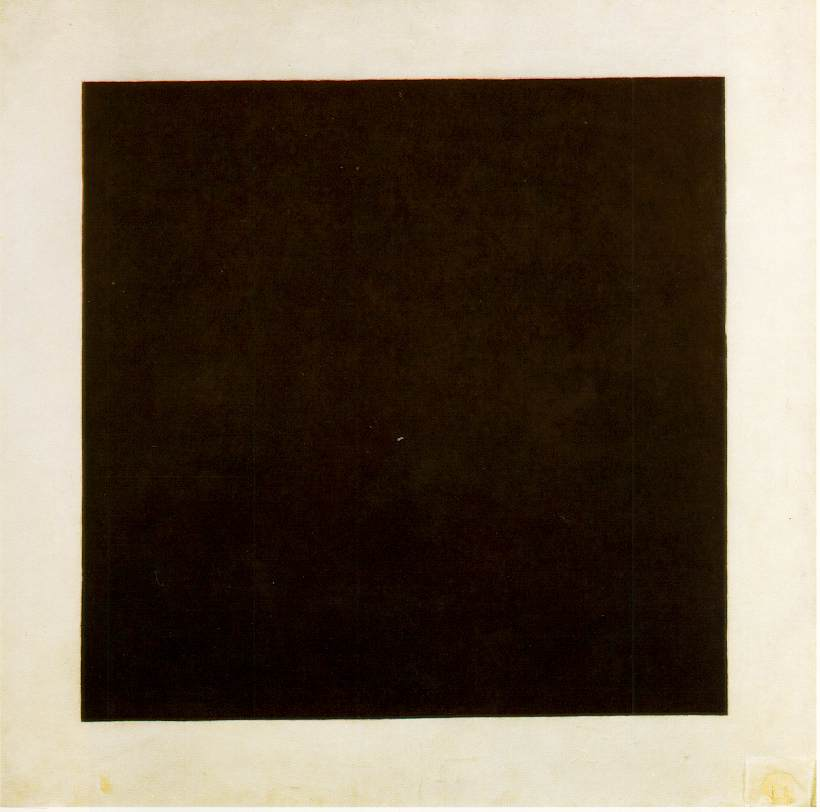
「黒の正方形」（カジミール・マレーヴィチ）
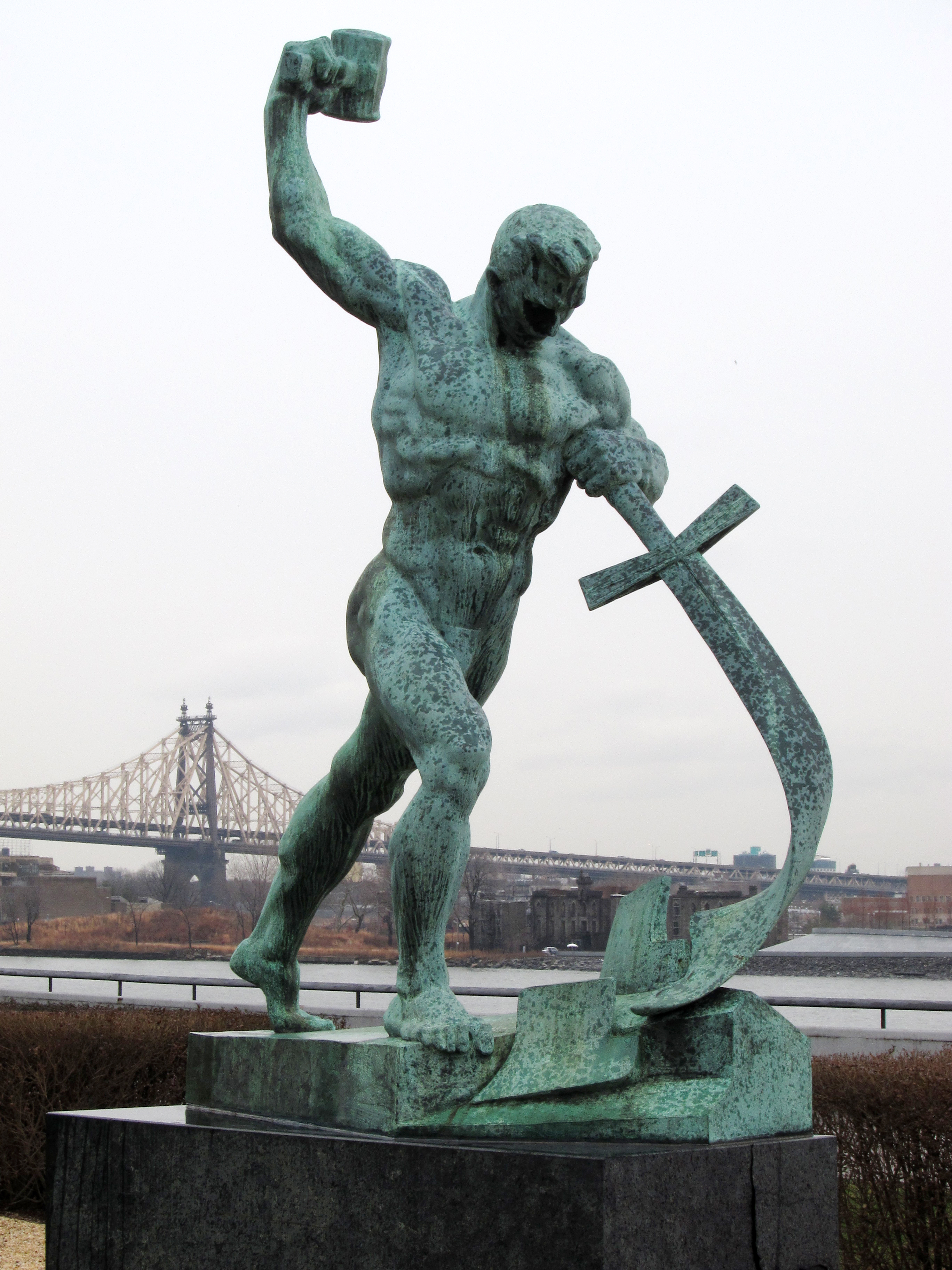
「鉄を鋤に」（エヴゲニ・ヴチェティチ作）
ズラブ・ツェレテリの作品（モスクワ近代美術館）